# Heinrich Pesch

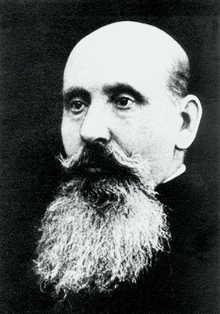

Heinrich Pesch, född 17 september 1854, död 1 april 1926, var en tysk sociolog.
Pesch studerade först teologi, inträdde i jesuitorden 1876, och vistades därefter flera år i Storbritannien. Under 8 år var han anställd vid prästseminariet i Mainz, varefter han helt ägnade sig åt forskning och författarskap. I sina huvudarbeten, Liberalismus, Sozialismus und christliche Gesellschaftsordnung (1896, 2:a upplagan 1901) och Lehrbuch der Nationalökonomie (5 ban, 1905-23) betonar Pesch solidaritetens betydelse. Pesch ser den arbetande människan som samhällslivets subjekt och mål. Han motsatte sig företagens förstatligande, då han befarade, att individernas ansvarskänsla därmed skulle slappa.